# Ako Dachs
Ako Dachsは、女優、宝塚歌劇団卒業生である。日本名は種谷アツ子、宝塚歌劇団時代の芸名は夏海陽子、退団後（一時）の芸名は橘倫子、現在の芸名はAkoである。

## 来歴
東京女学館を経て宝塚音楽学校へ入学。夏海陽子の芸名で入団後は月組に所属。
退団後は舞台テレビ等に出演、「たぬき先生奮戦記」「別れて生きる時も」「ぬかるみの女」のレギュラー、「江戸を斬るII」の準レギュラー、「水戸黄門」」等のゲスト出演。

## 主な出演

### 映画
- Sleepwalk（英語版）（1986年）[8]
- 大統領のクリスマスツリー（1996年）[9]
- Too Tired to Die（英語版）（1998年）[10]
- ヒマラヤ杉に降る雪（1999年）[11]
- 幸せのレシピ（2007年）[12]
- トゥエルヴ（2010年）[13]
- I Origins（英語版）（2014年）[14]

### テレビ
- 30 ROCK/サーティー・ロック（2008年）[15]
- Mercy（英語版）（2010年）[16]
- 水戸黄門　第８部第16話「非情の対決」

### 舞台
- Throne of Blood（蜘蛛の巣城）
- ジュリアス・シーザー
- Kokoro
- M.バタフライ
- Class “C” Trial in Yokohama
- TEA
- American Tet
- Tamar of The River
- Sayonara
- Mikado Inc.